# Chinatown (film)
Chinatown er en amerikansk film noir fra 1974, instrueret af Roman Polanski. I hovedrollerne er Jack Nicholson, Faye Dunaway og John Huston. Polanski optræder også selv i en lille rolle. Filmen vandt en række priser, bl.a. Golden Globe for bedste dramafilm og en Oscar for bedste manuskript til manuskriptforfatteren Robert Towne.
Handlingen udspiller sig i Los Angeles i 1930'erne og følger privatdetektiven J.J. Gittes (Nicholson), der trækkes ind i en sag om byens vandforsyning.
I 1990 instruerede Jack Nicholson fortsættelsen The Two Jakes, hvor han atter spillede hovedrollen som J.J. Gittes. Det var igen Robert Towne der skrev manuskript.

## Handling
Filmen finder sted i Los Angeles under Depressionen, hvor privatdetektiven Jake 'J.J' Gittes (Nicholson) bliver hyret til at udspionere Hollis Mulwray, der er chefingeniør for byens vandforsyning. Kvinden der ansætter ham udgiver sig for at være Elvyn Mulvray, Hollis' kone. Gittes forfølger Hollis og fotograferer ham sammen med en ung kvinde. Billederne bliver en skandale, og Gittes opdager at han ikke har arbejdet for Elvyn Mulvray, men en kvindelig journalist.
Sporene peger mod en skandale i bystyret. På trods af en alvorlig tørke og en deraf følgende debat om at bygge en dyr dæmning, pumper forsyningsvæsenet hver nat en stor mængde ferskvand ud i havet.
Gittes følger et tip om at opsøge Hollis Mulvray ved et reservoir, men da han ankommer er politiet ved at fiske Mulvrays lig op ad det. Under efterforskningen spørger politiet fru Mulvray om dødsfaldet og antager at hun ansatte Gittes, hvilket hun understøtter. Hun takker ham og hyrer ham til at efterforske hendes mands død.
Senere den nat, men Gittes forsøger at bryde ind i det aflåste vandreservoir, opdages han af forsyningsvæsenets sikkerhedschef Claude Mulvihill og en bølle (spillet af Polanski selv), der snitter Jakes næsebor, så han kan "holde snuden for sig selv". Gittes bliver ringet op af Ida Sessions, den kvinde der blev betalt for at spille Elvyn Mulvray, og hun foreslår ham at kigge i avisernes dødsannoncer. På vandforsyningens kontor opdager Gittes nogle fotografier af en ældre mand han havde set Hollis Mulvray diskutere med, få dage før hans død. Manden, Noah Cross (Huston), er Evelyn Mulwrays far, og han er tidligere indehaver af byens vandforsyning og Hollis' forretningspartner. Cross afbrød forbindelsen, da de solgte deres andele til byen.

## Medvirkende
- Jack Nicholson – Jake 'J.J' Gittes
- Faye Dunaway – Evelyn Cross Mulwray
- John Huston – Noah Cross
- Perry Lopez – Kriminalkommisær Lou Escobar
- John Hillerman – Russ Yelburton
- Darrell Zwerling – Hollis I. Mulwray
- Diane Ladd – Ida Sessions
- Roy Jenson – Claude Mulvihill
- Roman Polanski – Mand med kniv
- Richard Bakalyan – Detektiv Loach